# Lynda Lemay
Pour les articles homonymes, voir Lemay.
Lynda Lemay est une auteure-compositrice-interprète et guitariste québécoise, née le 25 juillet 1966 à Portneuf (région Capitale-Nationale).
Connue pour ses chansons à histoires alternant émotion et humour, elle a vendu plus de 4 millions d'albums jusqu'à février 2015.

## Biographie

### Enfance et études
C'est à l'âge de 9 ans que Lynda Lemay écrit sa première chanson : Papa es-tu là ?
Après des études littéraires, elle montre un talent d'écriture qui lui vaut dès 1989 le prix auteur-compositeur-interprète au Festival international de la chanson de Granby pour La Veilleuse.

### Ses débuts
Son premier album, Nos Rêves sort en 1990 au Canada. Il est suivi quatre ans plus tard par Y, qui récolte un double disque de platine.
En 1996, elle remporte le prix spécial et le prix du public du Tremplin de la chanson des Hauts-de-Seine. La même année, Charles Aznavour l'entend sur la scène du festival de Jazz de Montreux. Subjugué par son talent, il la prend sous son aile. Son troisième album, Lynda Lemay, est enregistré en France, et ses œuvres inscrites dans le prestigieux catalogue de l'éditeur Raoul Breton.
Elle commence à se faire connaître en France avec La Visite. À l'exemple de ce titre-ci où elle décrit l'hypocrisie des réunions de famille, elle se moque de tous les travers de la vie quotidienne, avec des sujets humoristiques,, (Chéri, tu ronfles, Bande de dégonflés  et J'veux pas d'chien) ou plus graves (J'ai battu ma fille, Chaque fois que le train passe, Des comme lui). Sa bonne connaissance des relations franco-québécoises lui inspire des productions remarquées comme Les Maudits Français ou Gros Colons. Elle décrit aussi avec émotion,, les difficultés de la vie amoureuse : avec tendresse (Un verre de n'importe quoi, Les filles seules) et avec émotion (J'veux bien t'aimer, Semblant de Rien). Elle consacre beaucoup de ses chansons à la famille telles que Je voudrais te prendre (1999), Ne t'en va pas (2003), ou encore Jumelle (2010). Sur le même thème, le titre Le plus fort, c'est mon père, figurant sur son deuxième album sorti en 1994, reste sa chanson la plus emblématique.

### Carrière en France
C'est l'album Live, sorti en 1999, qui marque véritablement le décollage de sa carrière en France. no 1 des ventes, l'album obtient un disque de platine, de même que les deux suivants : Du coq à l'âme et Les Lettres rouges. Ce dernier, sorti en 2002, contient les titres Les Deux Hommes, évoquant l’homoparentalité, et La Centenaire.
Elle enchaîne les concerts en France et se voit récompensée aux Victoires de la musique 2003, après plusieurs nominations les années précédentes. Après un silence de quelques mois, elle sort l'album Les secrets des oiseaux, certifié platine, et repart en tournée dans toute la France.
Charles Aznavour témoigne de son intérêt pour elle : « elle ajoute à ses dons, indispensables pour réussir, des idées originales, une imagination fertile et très personnelle, une rare qualité d'écriture, une personnalité particulière et pleine de fraîcheur »,.
Elle écrit, compose et met en scène l'opéra folk Un éternel hiver, histoire d'amour et de haine qu'elle présente pour la première fois en France en janvier 2005 en faisant appel à quatre interprètes : Fabiola Toupin (Manon), Yvan Pedneault (Jeff), Manon Brunet (Micheline) et Daniel Jean (Agent Messier).
En 2006, sur l'album Ma signature, elle rend hommage à Charles Aznavour avec la chanson Surtout vous. Elle écrit aussi à Maxime Landry la chanson Cache cache, évoquant la vie de Maxime, marqué dans son jeune âge par le suicide de son père.
En 2007, après un an et demi de tournée avec la troupe de son opéra folk et la sortie de son album Ma signature, certifié lui aussi disque de platine, Lynda Lemay retrouve la scène et propose une grande tournée dans un univers très dépouillé, accompagnée sur scène par son complice de la première heure Yves Savard et son frère Marco Savard.
Son 40e passage à l'Olympia de Paris, en avril 2007, est capté pour un DVD (40/40) qui sort en novembre 2007 pour fêter ses 40 ans.
Son onzième album studio, intitulé Allô, c'est moi, sort en novembre 2008
En 2009, Les Fous Chantants d'Alès interprètent sa chanson Bleu de l'album Allô c'est moi dans le cadre de leur hommage aux plus belles chansons québécoises.
L'album Décibels et des silences sort en 2016; il contient la chanson Attrape pas froid qui « lui a été inspirée par le drame de Charlie Hebdo et ses conséquences sur le comportement des parents vis-à-vis de leurs enfants ».

### Carrière francophone
Durant l'année 2010, Lynda Lemay entame une grande tournée. Elle la commence en France de janvier à avril, puis la poursuit au Québec en juin et en septembre, avant de la terminer par un retour en France en novembre et décembre, avec une date en Belgique. Juste avant de poursuivre sa tournée québécoise, Lynda Lemay lance son douzième album intitulé Blessée le 7 septembre. Il remporte un succès estimable et assez inattendu en France au vu de l'état du marché du disque.
En 2011, Lynda Lemay sort son treizième album, Best of dans lequel on retrouve les succès qui ont fait connaître la chanteuse, mais également quelques chansons inédites, telle Pas de mot, avec laquelle elle fait la promotion de ce disque.
En 2013 sort son album Feutres et pastels, suivi d'une grande tournée de deux ans au Québec et en Europe.
Le 2 octobre 2016, elle célèbre son 50e anniversaire sur scène lors de son 60e passage à l'Olympia de Paris (le record pour un artiste étranger).
Le 19 juin 2018, elle apparaît dans l’émission française Nus et culottés sur France 5.
À la fin de 2019, après deux années de pause, elle annonce son retour avec le projet Il était onze fois et avec une longue série de spectacles intitulée La vie est un conte de fous au Québec et à travers la francophonie.
Le 11 novembre 2020, elle annonce le projet Il était onze fois, qui consiste à réaliser 11 albums en 1 111 jours. Le premier opus Il était onze fois sort quelques jours plus tard, le 27 novembre.
Il précède les albums Des milliers de plumes, À la croisée des humains, De la rosée dans les yeux, Haute mère parus en 2021. Cette même année, Linda Lemay est en tournée à travers la France et signe avec Baptiste Vignol le livre autobiographique  Il était une fois mes chansons, dans lequel elle évoque son enfance, ses chansons et ses influences.
En 2023 paraissent les albums Il n'y a qu'un pas, Entre la flamme et la suie (Amours et patterns), Des bordées de mots, Critiquement incorrecte (mauvais goût et maux vécus) et, le 10 novembre, Entre le rêve et le souvenir (chansons de mes débuts) et Le baiser de l'horizon, qui achèvent le cycle Il était onze fois.
Chacun de ces onze albums proposent la chanson Mon drame, qui évoque la transidentité, dans onze versions et compositions différentes, dont plusieurs en duos avec : Claude Pineault (version 1 de 11), Tom Eliot (version 2 de 11), François Lachance (version 5 de 11), Sanseverino (version 6 de 11), Yves Savard (version 7 de 11), Bruno Pelletier (version 8 de 11), Daniel Jean (version 9 de 11) et Marc Angers (version 10 de 11).

## Vie privée
En 1997, elle a une fille, Jessie, avec l'acteur, humoriste, réalisateur et producteur québécois, Patrick Huard. À partir de 2001, elle partage un temps sa vie avec l'humoriste français Laurent Gerra. En 2006, elle a une fille, Ruby, avec son mari Michael Weisinger dont elle est divorcée depuis.

## Discographie

### Participations
2011 : Bécaud, et maintenant

## Distinctions

### Gala de l'ADISQ
| Année | Catégorie                                              | Pour               | Résultat   |
| ----- | ------------------------------------------------------ | ------------------ | ---------- |
| 1995  | album de l'année - populaire                           | Y                  | nomination |
| 1995  | auteur ou compositeur de l'année                       | Lynda Lemay        | nomination |
| 1995  | interprète féminine de l'année                         | Lynda Lemay        | nomination |
| 1995  | spectacle de l'année - auteur-compositeur-interprète   | La tournée Y       | nomination |
| 1996  | artiste québécois s'étant le plus illustré hors Québec | Lynda Lemay        | nomination |
| 1998  | album de l'année - meilleur vendeur                    | Lynda Lemay        | nomination |
| 1998  | album de l'année - populaire                           | Lynda Lemay        | nomination |
| 1998  | artiste québécois s'étant le plus illustré hors Québec | Lynda Lemay        | nomination |
| 1998  | interprète féminine de l'année                         | Lynda Lemay        | lauréate   |
| 1998  | spectacle de l'année - auteur-compositeur-interprète   | Lynda Lemay        | nomination |
| 1999  | album de l'année - populaire                           | Live               | nomination |
| 1999  | artiste québécois s'étant le plus illustré hors Québec | Lynda Lemay        | nomination |
| 2000  | artiste québécois s'étant le plus illustré hors Québec | Lynda Lemay        | lauréate   |
| 2001  | album de l'année - populaire                           | Du coq à l'âme     | nomination |
| 2001  | artiste québécois s'étant le plus illustré hors Québec | Lynda Lemay        | nomination |
| 2001  | interprète féminine de l'année                         | Lynda Lemay        | nomination |
| 2001  | spectacle de l'année - auteur-compositeur-interprète   | Du coq à l'âme     | nomination |
| 2002  | album de l'année - populaire                           | Les lettres rouges | nomination |
| 2002  | artiste québécois s'étant le plus illustré hors Québec | Lynda Lemay        | nomination |
| 2002  | interprète féminine de l'année                         | Lynda Lemay        | nomination |
| 2004  | artiste québécois s'étant le plus illustré hors Québec | Lynda Lemay        | nomination |
| 2014  | album de l'année - adulte contemporain                 | Feutres et pastels | nomination |

### Prix Juno
| Année | Catégorie                       | Pour               | Résultat   |
| ----- | ------------------------------- | ------------------ | ---------- |
| 1995  | album francophone le plus vendu | Y                  | nomination |
| 1999  | meilleure artiste féminine      | Lynda Lemay        | nomination |
| 1999  | album francophone le plus vendu | Lynda Lemay        | nomination |
| 2000  | meilleure artiste féminine      | Lynda Lemay        | nomination |
| 2000  | album francophone le plus vendu | Live               | nomination |
| 2001  | meilleure artiste féminine      | Lynda Lemay        | nomination |
| 2001  | album francophone le plus vendu | Du coq à l'âme     | nomination |
| 2003  | album francophone de l'année    | Les lettres rouges | nomination |

### Victoires de la musique
| Année | Catégorie                                        | Pour                    | Résultat   |
| ----- | ------------------------------------------------ | ----------------------- | ---------- |
| 2000  | groupe ou artiste révélation de l'année          | Lynda Lemay             | nomination |
| 2001  | groupe ou artiste interprète féminine de l'année | Lynda Lemay             | nomination |
| 2002  | groupe ou artiste interprète féminine de l'année | Lynda Lemay             | nomination |
| 2002  | spectacle musical, tournée ou concert de l'année | Lynda Lemay             | nomination |
| 2003  | groupe ou artiste interprète féminine de l'année | Lynda Lemay             | lauréate   |
| 2004  | album de chansons, variétés de l'année           | Les secrets des oiseaux | nomination |

### Autres prix
En 2004, elle reçoit le prix Monfort du rayonnement de la Francophonie sur la scène internationale.
En 2012, Lynda Lemay est nommée Chevalier des Arts et des Lettres par le ministre de la culture Frédéric Mitterrand. Les insignes des arts et des lettres lui sont remises au terme de son concert à l'Olympia, le 30 janvier 2012, par Charles Aznavour mandaté par le ministre indisponible.
En 2024, Lynda Lemay est nommée Officier des Arts et des Lettres par le ministre de la culture Élisabeth Moreno. Les insignes des arts et des lettres lui sont remises au terme de son concert à l'Olympia, le 18 novembre 2024, par Élisabeth Moreno, ministre déléguée.

#### Certifications
| Année | Album                   | Certification | Pays/Association      | Ventes/Équivalence |
| ----- | ----------------------- | ------------- | --------------------- | ------------------ |
| 1995  | Y                       | or            | Canada (Music Canada) | 50 000             |
| 1995  | Y                       | platine       | Canada (Music Canada) | 100 000            |
| 1998  | Lynda Lemay             | or            | Canada (Music Canada) | 50 000             |
| 1998  | Y                       | x2 platine    | Canada (Music Canada) | 200 000            |
| 1999  | Live                    | or            | Canada (Music Canada) | 50 000             |
| 2000  | Du coq à l'âme          | or            | Canada (Music Canada) | 50 000             |
| 2001  | Du coq à l'âme          | platine       | France (SNEP)         | 300 000            |
| 2001  | Live                    | platine       | France (SNEP)         | 300 000            |
| 2002  | Les lettres rouges      | or            | Canada (Music Canada) | 50 000             |
| 2002  | Les lettres rouges      | platine       | France (SNEP)         | 300 000            |
| 2003  | Les secrets des oiseaux | platine       | France (SNEP)         | 300 000            |
| 2006  | Un paradis quelque part | platine       | France (SNEP)         | 200 000            |
| 2006  | Du coq à l'âme          | x2 platine    | France (SNEP)         | 400 000            |
| 2006  | Les lettres rouges      | x2 platine    | France (SNEP)         | 400 000            |
| 2006  | Live                    | x2 platine    | France (SNEP)         | 400 000            |